# Dolac (Klina)
Pour les articles homonymes, voir Dolac.
Dollc en albanais et Dolac en serbe latin (en serbe cyrillique : Долац) est une localité du Kosovo située dans la commune/municipalité de Klinë/Klina et dans le district de Pejë/Peć. Selon le recensement kosovar de 2011, elle compte 276 habitants.

## Histoire
L'église de la Présentation-de-la-Mère-de-Dieu, qui date du XVe siècle est inscrite sur la liste des monuments d'importance exceptionnelle de la République de Serbie ; elle est également inscrite sur la liste des monuments culturels du Kosovo.

## Démographie

### Évolution historique de la population dans la localité
| 1948 | 1953 | 1961 | 1971 | 1981 | 1991 | 2011 |
| ---- | ---- | ---- | ---- | ---- | ---- | ---- |
| 369  | 419  | 502  | 571  | 584  | 588  | 276  |

|  |

### Répartition de la population par nationalités (2011)
En 2011, les Albanais représentaient 98,91 % de la population.